# Shaghap
Shaghap là một đô thị thuộc tỉnh Ararat, Armenia. Dân số ước tính năm 2011 là 1023 người.